# Plot hole
Dans la fiction, un Plot Hole (trou d'intrigue en français), trou scénaristique ou une erreur d'intrigue est une incohérence dans un scénario qui va à l'encontre du flux logique établi par l'intrigue de l'histoire.
Les trous dans l'intrigue sont généralement créés involontairement, souvent à la suite d' un montage ou du simple fait que les auteurs oublient qu'un nouvel événement contredirait les événements précédents.
Parfois, les spectateurs ne sont pas d’accord sur le fait qu’un certain élément de l’intrigue constitue ou non une erreur. et peuvent être similaire a un faux raccord.

## Types
Les types de trous dans l'intrigue incluent :
Erreurs factuelles :
Anachronismes historiques ou déclarations incorrectes sur le monde.
 Des événements impossibles :
Quelque chose qui défie les lois de la science, telles qu'elles sont établies dans le cadre de l'histoire,.
 Comportement hors du commun :
Un personnage agissant d'une manière qu'il ne choisirait pas de manière réaliste, compte tenu de sa compréhension des options qui s'offrent à lui.
Erreurs de continuité :
Événements dans l'histoire qui contredisent ceux établis précédemment.
 Des histoires non résolues :
L'une des intrigues n'est pas résolue à la fin de l'histoire, ou un personnage qui devrait réapparaître ne le fait pas.

## Exemples
- À la fin du film Star Wars La Revanche des Sith, il est considéré comme impératif de cacher Luke Skywalker à Dark Vador, mais Obi-Wan Kenobi le fait à la vue de tous sur la planète natale de Vador, en utilisant même le vrai nom de Luke. Lui-même ne modifie que légèrement son nom et ne fait aucun secret de son héritage Jedi[4],[5].
- Dans le point culminant narratif du Seigneur des Anneaux, Frodon Sacquet et Samwise Gamgee sont sauvés du Mordor par trois aigles géants après avoir détruit l'Anneau Unique. Certains lecteurs et spectateurs de l'adaptation cinématographique ont considéré cela comme un plot hole, car les aigles auraient pu envoyer un porteur de l'Anneau approprié directement au Mordor en premier lieu, annulant ainsi une grande partie de l'intrigue de l'histoire. Craig Elvy de Screen Rant estime que la perception d'un plot hole pourrait être due en partie aux dimensions spatiales et temporelles considérablement comprimées de la version cinématographique, par rapport aux livres[6].
- Le film Disney de 1991 La Belle et la Bête comprend une réplique à propos d'une rose qui fleurit jusqu'à la vingt et unième année du prince, et une chanson dans laquelle Lumière le candélabre chante « dix ans que nous rouillerons » - ce qui implique que le prince avait 11 ans lorsque la malédiction a été lancée sur le château, malgré un tableau montrant qu'il était plus âgé que cela. Le remake de 2017 a supprimé la référence à la rose et a changé les paroles en « trop longtemps nous rouillés »[7].